# ماكييفكا
ماكييفكا (بالأوكرانية: Макіївка) هي مدينة، بلغ عدد سكانها 347٬376 نسمة في 2017. تبلغ مساحتها 4٬257 كيلومتر مربع، رمزها البريدي هو 86100–86180.

## أعلام
- تاراس شيليستوك
- ليونيد كيلموف
- دميتري موزرسكي
- ماريا رييميين
- أولكسندر زوبكوف
- رودلف هاس